# Андреєшть (Вилча)
Андреєшть, Андреєшті (рум. Andreiești) — село у повіті Вилча в Румунії. Входить до складу комуни Муеряска.
Село розташоване на відстані 167 км на північний захід від Бухареста, 14 км на північний захід від Римніку-Вилчі, 105 км на північ від Крайови, 114 км на південний захід від Брашова.

## Населення
За даними перепису населення 2002 року у селі проживали 330 осіб, з них 327 осіб (99,1%) румунів. Рідною мовою 327 осіб (99,1%) назвали румунську.